# Općina Čegrane
Općina Čegrane (albanski:Komuna e Çegranit, makedonski: Општина Чегране) je bivša općina u Makedoniji koja se prostirala na zapadu države. Općina je ukinuta 2004. i pripojena Općini Gostivar.
Upravno sjedište ove općine je bilo selo Čegrane, a u sastavu općine još su bila sela Forino, Korito i Tumčevište. 

## Stanovništvo
Prema popisu stanovništva iz 2002. godine u općini je živjelo 12.310 stanovnika od čega 12.075 (97,65%) Albanaca i 235 (2,35%) Makedonaca.